# Wiemersdorf
Wiemersdorf est une commune allemande du Schleswig-Holstein, située dans l'arrondissement de Segeberg (Kreis Segeberg), à cinq kilomètres au nord de la ville de Bad Bramstedt. Wiemersdorf fait partie de l'Amt Bad Bramstedt-Land (« Pays de Bramstedt-les-bains ») qui regroupe 14 communes entourant Bad Bramstedt.